# Bolgheri Sassicaia
Bolgheri Sassicaia een Italiaanse rode wijn met het kwaliteitslabel Denominazione di origine controllata (DOC). Sassicaia wordt gerekend tot de beste en duurste Italiaanse wijnen en wordt uitsluitend geproduceerd door het bedrijf Tenuta San Guido in de gemeente Castagneto Carducci in de Toscaanse provincie Livorno.

## Eigenschappen
De wijn wordt geproduceerd van ten minste 80% Cabernet Sauvignon druiven. Bolgheri Sassicaia is een elegante wijn met een intense en diep robijnrode kleur - die na rijping granaatrood wordt - en kent een rijke en majestueuze geur. De smaak is vol, robuust en harmonieus.

## Geschiedenis
In 1944 plantte markies Mario Incisa della Rocchetta op zijn landgoed (tenuta) San Guido enkele wijnstokken van de druivenrassen Cabernet Sauvignon en Cabernet Franc, afkomstig uit de wijngaarden van hertog Salviati uit Migliarino Pisano. De wijn werd in eerste instantie uitsluitend voor eigen gebruik geproduceerd. Met de jaargang 1968, die in 1971 op de markt kwam, deed de Sassicaia zijn intrede op de wijnmarkt. Aanvankelijk ging het slechts om enkele duizenden flessen.
Vanaf 1994 mag Sassicaia, als eerste Italiaanse wijn van één wijnproducent, zijn eigen DOC keurmerk dragen. De wijn is daardoor niet meer een deelgebied van de sinds 1983 bestaande DOC Bolgheri. Daarvoor ging de wijn, bij gebrek aan een officieel keurmerk, door het leven als tafelwijn (vino da tavola).

## Productie
De kwaliteit van de wijn is onder meer afhankelijk van weersomstandigheden, de selectie van druiven, de vinificatiemethode en de daaropvolgende rijping en verfijning. Er zijn in het verleden een aantal uitstekende jaargangen geweest: 1978, 1985, 1988, 1990, 1995, 1997 en 2004. Zoals voor alle prestigieuze wijnen, kan de prijs voor een oude Sassicaia-wijn of een Sassicaia van een goede jaargang behoorlijk oplopen.
In de onderstaande tabel worden enkele productiecijfers gegeven.
| Seizoen | volume in hectoliter |
| ------- | -------------------- |
| 1994/95 | 1561,70              |
| 1995/96 | 1170,27              |
| 1996/97 | 1741,56              |

## Varia
In de film Sideways (2004), over twee mannen die samen een rondreis maken langs de wijngaarden van Californië, wordt de wijn Sassicaia genoemd in een gesprek tussen twee hoofdrolspelers:
Miles Raymond (Paul Giamatti): Sinds wanneer lust jij wijn?
Maya Randall (Virginia Madsen): Sinds zeven jaar ben ik er serieus mee bezig
Miles Raymond: Welke fles wijn heeft je over de streep getrokken?
Maya Randall: Sassicaia '88
Miles Raymond: Complimenten, een topwijn! Nu begrijp ik het, ja.